# Зимняя Универсиада 1987
Зимняя Универсиада 1987 — XIII зимняя Универсиада. Проводилась в Штрбске-Плесо (Чехословакия) в 1987 году.

## Медали
| Место | Страна       | Золото | Серебро | Бронза | Всего |
| 1     | Чехословакия | 17     | 7       | 5      | 29    |
| 2     | СССР         | 6      | 8       | 4      | 18    |
| 3     | Австрия      | 1      | 2       | 0      | 3     |
| 4     | Болгария     | 1      | 2       | 0      | 3     |
| 5     | Югославия    | 0      | 1       | 6      | 7     |
| 6     | США          | 0      | 1       | 6      | 7     |
| 7     | ГДР          | 0      | 1       | 2      | 3     |
| 8     | Швейцария    | 0      | 1       | 1      | 2     |
| 9     | Италия       | 0      | 1       | 0      | 1     |
| 10    | Япония       | 0      | 1       | 0      | 1     |
| 11    | Канада       | 0      | 0       | 1      | 1     |
| 12    | Польша       | 0      | 0       | 1      | 1     |

## Хоккей
Победителями турнира по хоккею на Универсиаде 1987 стала сборная ЧССР. Она выступала в составе: вратари Л. Блажек, И. Хамал; защитники Я. Тараба, Р. Свобода. М. Стршида, М. Мурин, М. Бенишек, Ф. Поспишил; нападающие И. Дорнич, С. Горанский, П. Фиала, Я. Тлачил, Р. Тоупал, Ю. Юрик, Т. Сршень, Р. Крон, Т. Капуста, Р. Сикора, М. Кастнер, З. Войта; тренеры И. Юстра, Б. Брунцлик.
Серебряный призёр — сборная СССР: вратари Ю. Никитин («Динамо» М), А. Давыдов («Спартак»); защитники И. Рыжих («Сибирь») — 2+3, А. Пятанов («Динамо» М) — 1+3, Н. Голышев («Торпедо» Г) — 0+4, И. Расько («Крылья Советов») — 1+2, О. Посметьев («Сокол») — 0+1, И. Брезгин («Динамо» Р); нападающие Ар. Андреев («Крылья Советов») — 5+4, Андрей Дадакин («Торпедо» Тл) — 5+2, Д. Рожков («Спартак») — 5+2, А. Зыбин (ЦСКА) — 4+3, С. Новосёлов («Торпедо» Г) — 3+3, Игорь Муханов (Московский институт нефти и газа) — 3+2, А. Попугаев («Динамо» М) — 2+3, Х. Витолиньш («Динамо» Р) — 3+1, А. Иващенко («Торпедо» Тл) — 2+1, И. Дорофеев («Динамо» М) — 2+1, Александр Вирясов (Московский институт нефти и газа) — 2+0, И. Знарок («Трактор») — 0+1. Тренер: А. Прилепский.